# Gymnopleurus sturmii
Gymnopleurus sturmii é uma espécie de insetos coleópteros polífagos pertencente à família Scarabaeidae.
A autoridade científica da espécie é MacLeay, tendo sido descrita no ano de 1821.
Trata-se de uma espécie presente no território português.